# بيل مالوري (ضابط استخبارات)
بيل مالوري (بالإنجليزية: Bill Mallory)‏ هو لاعب كرة قدم أمريكية وضابط استخبارات أمريكي، ولد في 20 نوفمبر 1901 في ممفيس في الولايات المتحدة، وتوفي في 13 فبراير 1945 في إيطاليا.